# 444 (tal)
444 är det naturliga heltal som följer 443 och följs av 445.

## Matematiska egenskaper
- 444 är ett polygontal[1].
- 444 är ett Harshadtal.
- 444 är ett jämnt tal.
- 444 är ett palindromtal i det decimala talsystemet.

## Inom vetenskapen
- 444 Gyptis, en asteroid.